# Transasia Airways Flight 235

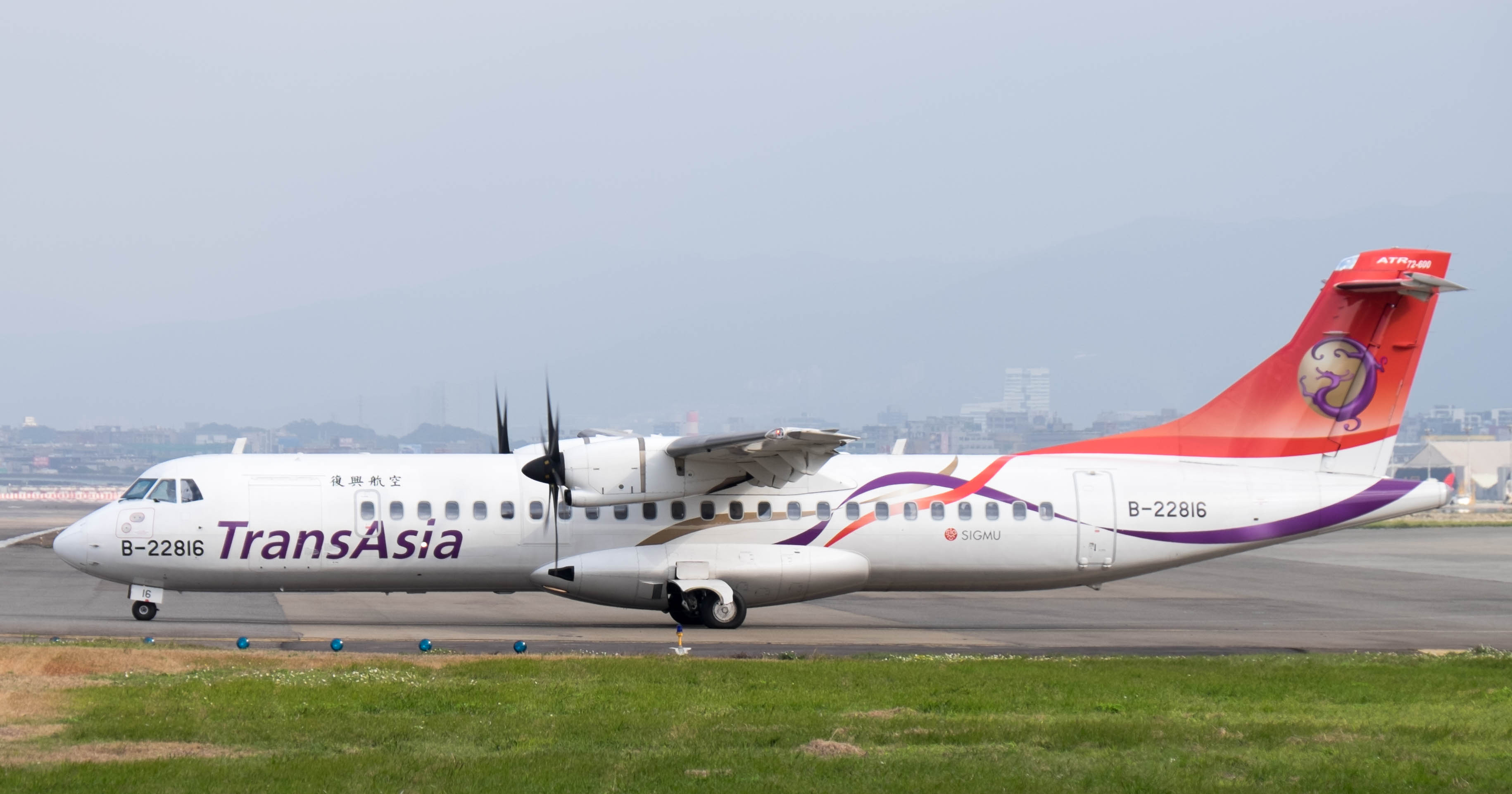
Olycksplanet, januari 2015

Transasia Airways Flight 235 var en reguljär inriksflygning från Tapei till Kinmen, med en ATR 72-600, från Transasia Airways. Den 4 februari 2015 havererade planet strax efter starten och störtade i Keelungfloden. Bara 15 av de 58 personerna ombord överlevde olyckan.
Två minuter efter starten fick flygplanet problem med den ena motorn. Det steg till 460 meters höjd (1 510 feet) innan det tappade höjd. Av misstag stängdes den fungerande andra motorn av. Omedelbart innan planet kraschade i floden vred det kraftigt till vänster över en viadukt och träffade en taxi och viadukten med ena vingen.

## Bärgningen

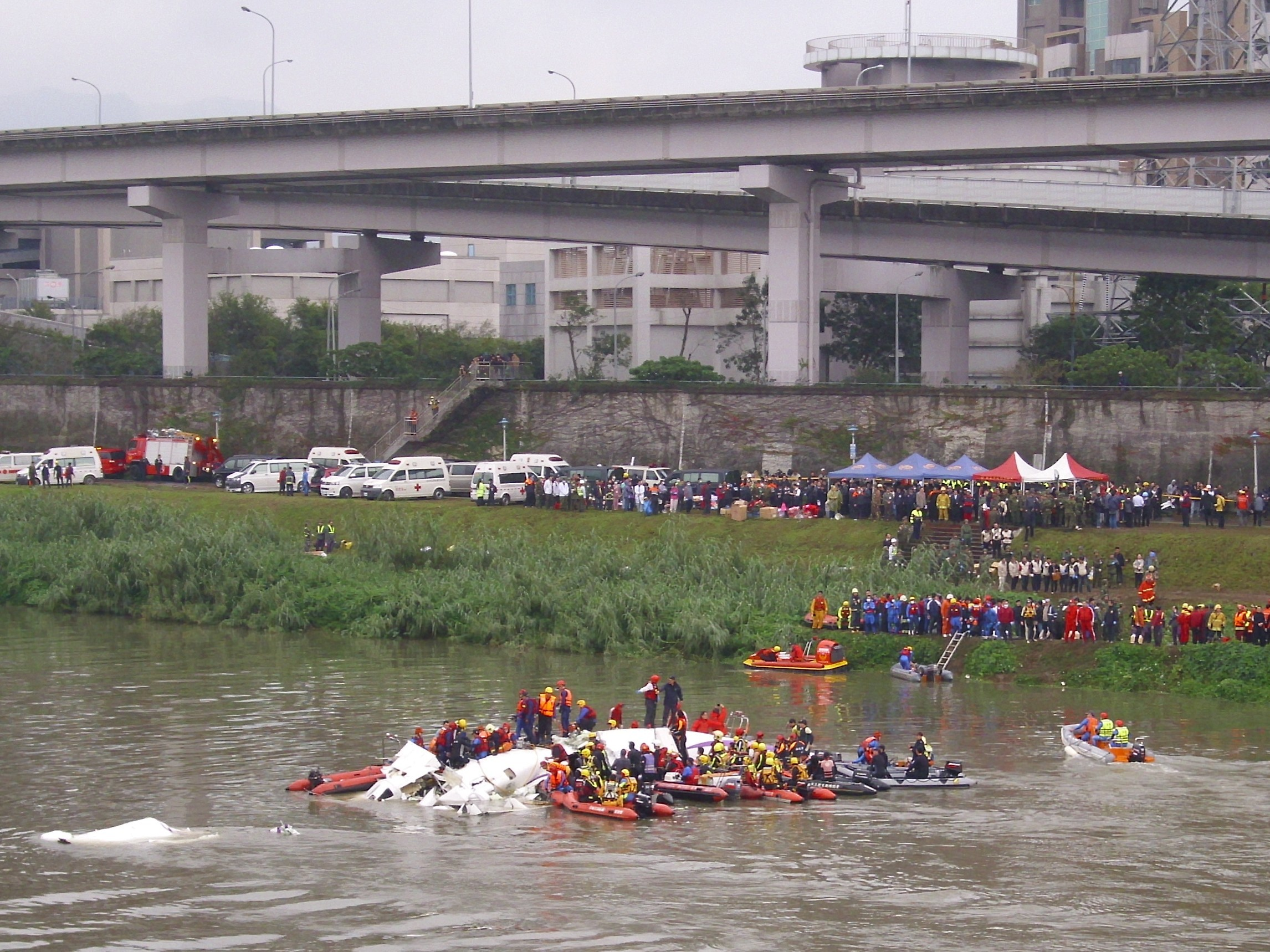
Bild från bärgningen med viadukten i bakgrunden.

Polis och brandkår kallades till platsen av ögonvittnen och började evakuera överlevande med hjälp av gummibåtar. De avlidna, som huvudsakligen fanns i planets främre del, hämtades upp av dykare. Resterna av planet lyftes ur floden med hjälp av lyftkranar.
Olyckan krävde 43 liv, varav 4 i besättningen. Femton passagerare och två personer i taxin skadades.